# Flughafen Osch

i7
i11
i13

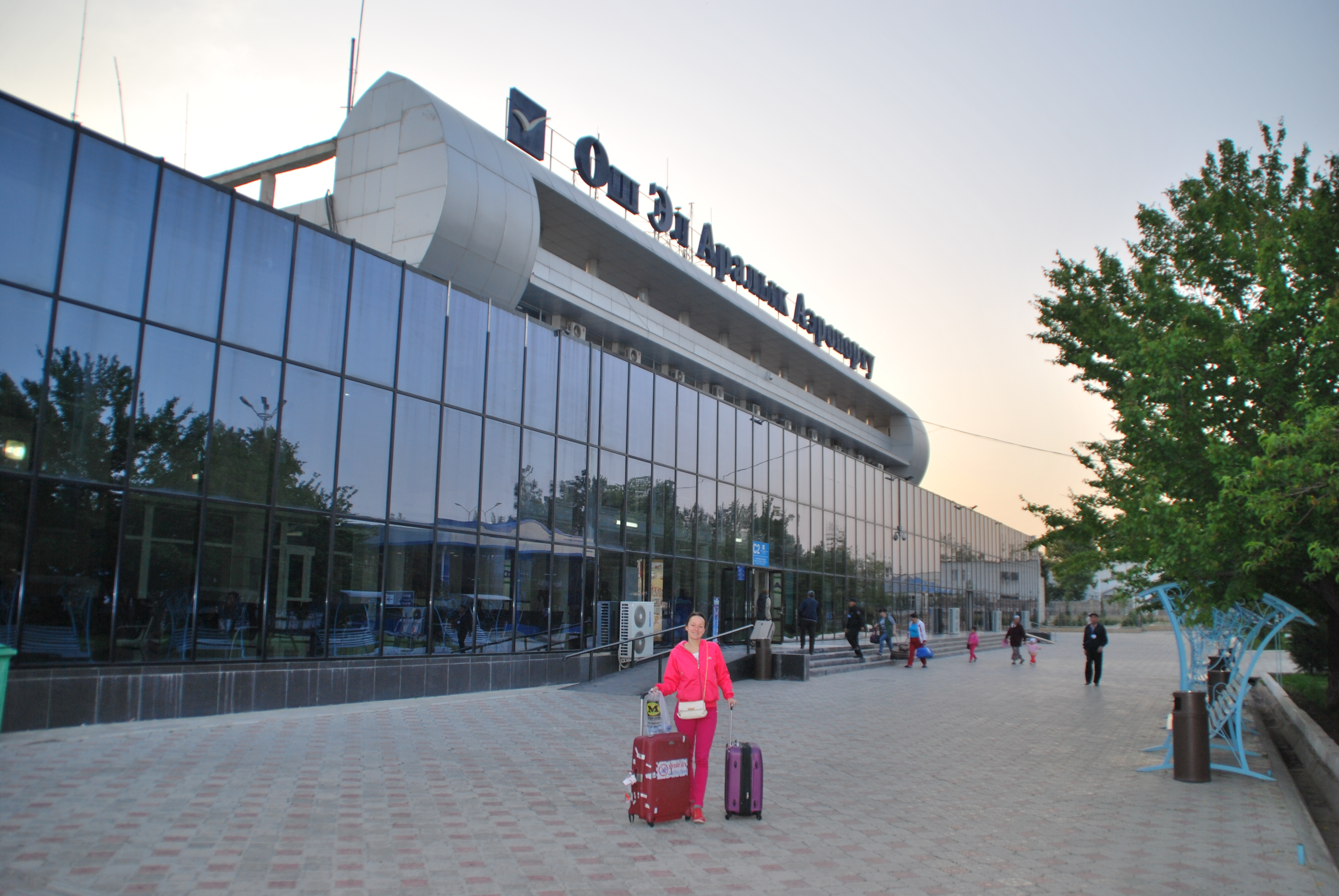
Osh International Airport Terminal

Der Flughafen Osch (kirgisisch Ош эл аралык аэропорту, russisch Международный аэропорт "Ош", IATA-Code: OSS, ICAO-Code: UCFO, RU-LID: ОШШ) ist der internationale Flughafen der kirgisischen Stadt Osch. Er ist nach dem Flughafen Manas in Bischkek der zweitgrößte Flughafen des Landes und einer von insgesamt vier internationalen Flughäfen Kirgisistans.
Er ist der wichtigste Flughafen im Süden Kirgisistans und einer der wichtigsten im Ferghanatal.

## Fluggesellschaften
Der Flughafen wird von mehreren Fluggesellschaften aus verschiedenen Ländern angeflogen, u. a. von:
- Aeroflot vom Flughafen Moskau-Scheremetjewo
- Pegasus Airlines vom Flughafen Istanbul-Sabiha Gökçen
- Turkish Airlines vom Flughafen Istanbul
- Avia Traffic Company betreibt hier ein Drehkreuz, es werden Ziele wie Moskau, Bischkek, Jeketarinburg oder St. Petersburg angeflogen.
- Ural Airlines fliegt verschiedene russische Großstädte an.

## Zwischenfälle
- Am 28. Dezember 2011 wurde eine Tupolew Tu-134 der Air Kyrgyzstan (Luftfahrzeugkennzeichen EX-020) nach einem harten Aufprall zerstört. Dabei wurde ein Passagier lebensgefährlich und weitere 24 wurden leicht verletzt.[3]

- Am 22. November 2015 wurde beim Anflug auf den Flughafen Osch eine vom Flughafen Manas kommende Boeing 737-300 der Avia Traffic Company (EX-37005) irreparabel beschädigt. Das Flugzeug geriet bei der Landung von der Landebahn ab, wodurch das linke Hauptfahrwerk und das linke Triebwerk abbrachen. Alle 153 Insassen überlebten den Unfall (siehe auch Avia-Traffic-Company-Flug 768).[4]